# 그날의 기억
"그날의 기억"은 2018년에 개봉한 대한민국의 영화이다.

## 캐스팅
- 김강일 : 동근 역
- 서이숙 : 희자 역
- 김나온 : 경준 역
- 윤교야
- 권태원

## 같이 보기
- 2018년 대한민국의 영화 목록